# Deutsche Post AG
Die Deutsche Post AG, kurz DHL Group, mit Sitz in Bonn ist ein börsennotiertes Logistik- und Postunternehmen, das am 1. Januar 1995 aus der früheren Behörde Deutsche Bundespost hervorging.
Bis 30. Juni 2023 trat sie als „Deutsche Post DHL Group“ (kurz DPDHL), bis 2015 als „Deutsche Post DHL“ und bis 2009 als „Deutsche Post World Net“ (kurz DPW) auf. Das internationale Logistikgeschäft und das deutsche Paketgeschäft wird unter der Marke DHL geführt, das deutsche Postgeschäft unter „Deutsche Post“ und unverändertem Posthorn.
Zum 1. Juli 2023 führte die Deutsche Post AG auch ein neues Börsenkürzel ein: DHL anstatt DPW.

## Geschichte
Die Deutsche Post AG entstand in den Jahren 1989 bis 1995 durch Privatisierung der Behörde Deutsche Bundespost – Postdienst („gelbe Post“). Gleichzeitig entstand aus dem Bereich namens „Fernmeldedienst“ („graue Post“) die Deutsche Telekom sowie aus dem Bereich Postbank („blaue Post“) die Postbank. Das Bundesministerium für Post und Telekommunikation blieb zunächst weiterhin für die hoheitlichen Aufgaben im Postwesen zuständig. Später übernahm die neu geschaffene Regulierungsbehörde für Telekommunikation und Post die Aufgaben der Mittelbehörden. Dazu zählt unter anderem die Überwachung der Einhaltung der wettbewerbsregulierenden Vorschriften im Bereich der Post-Dienstleistungen. Für beamten- und versorgungsrechtliche Aufgaben der bei den Unternehmen verbliebenen Postbeamten wurde die Bundesanstalt für Post und Telekommunikation gegründet.

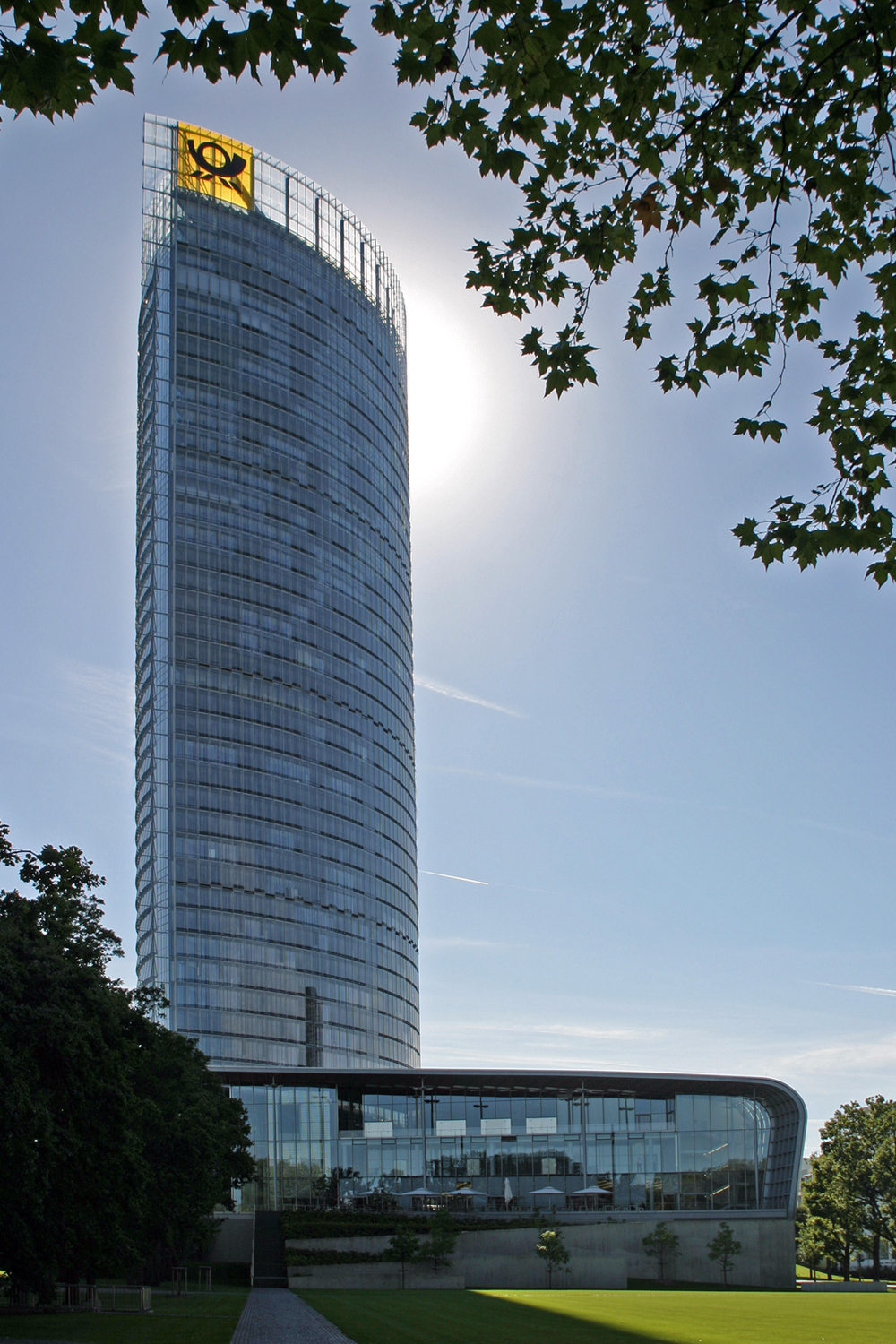
Post Tower, Konzernzentrale der Deutsche Post AG in Bonn

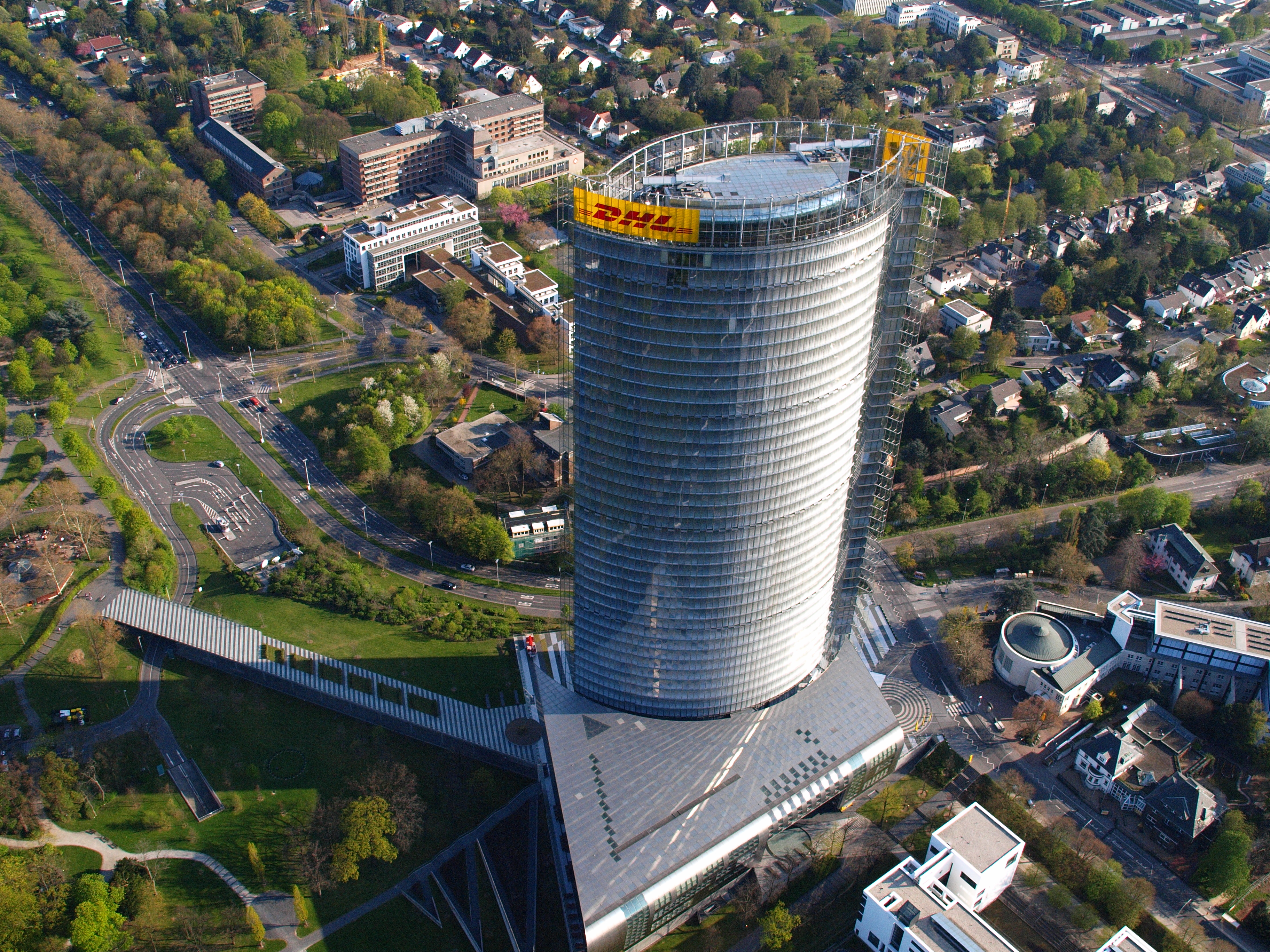
Post Tower aus der Vogelperspektive

Logo der Deutschen Post AG bis 2009

Logo der Deutsche Post DHL Group bis 30. Juni 2023

Das Unternehmen wurde von 1990 bis 2008 von Klaus Zumwinkel geführt. Er bot am 15. Februar 2008 nach öffentlichen Druck seinen Rücktritt an, nachdem kurz zuvor Ermittlungen wegen Steuerhinterziehung gegen ihn öffentlich wurden.
Seit 1998 fördert die Deutsche Post über die hauseigene Post-Stiftung das Institut zur Zukunft der Arbeit mit umfangreichem Wissenschaftssponsoring.
Im Jahr 2000 wurde der Grundstein des Bonner Post Towers gelegt, der seit 2002 als Konzernzentrale dient.
Mit Umstrukturierungen und Akquisitionen wurde das Unternehmen wettbewerbsfähig und börsenfähig gemacht und auf die Privatisierung vorbereitet; im November 2000 wurde die Deutsche Post erfolgreich an die Börse gebracht. Bei Börsenplatzierung wurden auch privaten Anlegern außerhalb Deutschlands Aktien zu gleichen Bedingungen angeboten.
2002 wurde der Paket- und Brief-Express-Dienst DHL International übernommen und seitdem als Geschäftszweig für Logistik ausgebaut. Dabei wurde der bisherige Paketdienst der Deutschen Post in Deutschland unter der Marke „DHL“ weitergeführt. Seit 2006 betreibt der Konzern in Troisdorf bei Bonn das Forschungs- und Entwicklungszentrum „DHL Innovation Center“, das Geschäftskunden zur Information über Technologien wie RFID, Geodaten- und GPS-Anwendungen zur Verfügung steht.
Das Postgesetz hatte der Deutschen Post bis zum 31. Dezember 2007 eine Reihe von befristeten Exklusivrechten zugestanden, es wurden dafür im Gegenzug Universaldienstleistungspflichten verlangt. Seit dem 1. Januar 2008 hat die Post keine Exklusivlizenzen mehr, auf dem deutschen Postmarkt herrscht seitdem theoretisch ein freier Wettbewerb. Die vollständige Liberalisierung des Postmarktes in Europa erfolgte am 1. Januar 2013. Das Unternehmen arbeitet daher daran, seinen Auslandsanteil am Umsatz kontinuierlich zu steigern.

## Börse, Privatisierung und Aktionärsstruktur

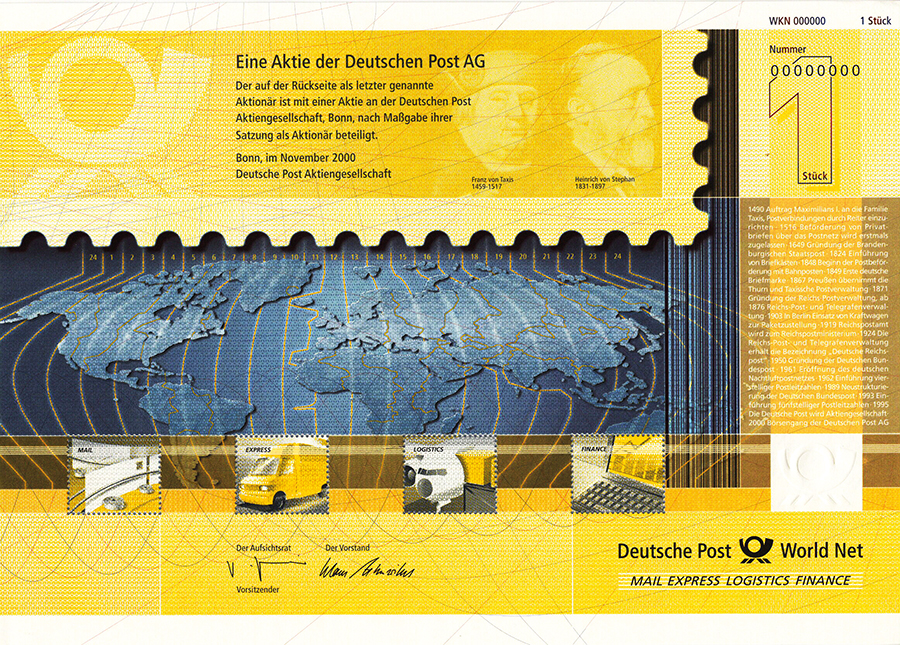
Muster einer Stückaktie der Deutschen Post AG

Die Privatisierung der Deutschen Post erfolgte ab Ende 1999; im Vorgriff auf den Börsengang hatte der Bund im Dezember 1999 50 % des Grundkapitals im Wege eines sogenannten Platzhaltergeschäfts an die Kreditanstalt für Wiederaufbau (KfW) veräußert. Im Lauf der Jahre wurden auch die übrigen Bundesanteile vollständig an die KfW übertragen.
Beim Börsengang (IPO) im November 2000 platzierten Bund und KfW rund 29 % des Kapitals der Deutschen Post aus dem Bestand der KfW und konnten dabei einen Emissionserlös von rund 6,6 Mrd. € erzielen. Seit dem IPO wurden die Anteile des Bundes und der KfW an der Deutschen Post schrittweise weiter reduziert:
In den Jahren 2001/2002 erhöhte sich der Anteil der frei gehandelten Aktien im Rahmen einer Akquisition der DHL durch die Deutsche Post AG sowie durch die Ausgabe von Bonusaktien an bezugsberechtigte Kleinaktionäre.
- Mit einem zweiten Platzhaltergeschäft veräußerte der Bund im November 2003 rund 30 % der Aktien der Deutschen Post an die KfW.
- Im Dezember 2003 wurden von der KfW ca. 5,7 % der Aktien an institutionelle Investoren verkauft und eine Umtauschanleihe mit einem Volumen von 1,15 Mrd. €, wandelbar in Aktien der Deutschen Post, begeben.
- Im November 2004 veräußerte die KfW erneut rund 6,6 % der Aktien des Unternehmens am Kapitalmarkt an institutionelle Anleger.
- Im Januar 2005 verkaufte der Bund weitere rund 13 % der Aktien der Deutschen Post an die KfW.
- Anfang 2005 platzierte die KfW eine Umtauschanleihe über 1,1 Mrd. € auf dem japanischen Markt (sog. Uridashi). Käufer waren Privatanleger.
- Im Juni 2005 verkaufte die KfW weitere 11,4 % der Aktien der Deutschen Post am Kapitalmarkt. Durch diese Transaktion sank der von Bund und KfW gehaltene Anteil unter 50 %.
- Im Juli 2005 verkaufte der Bund die restlichen 7,3 % der Aktien der Deutschen Post im Rahmen eines weiteren Platzhaltergeschäftes an die KfW. Der Bund besitzt damit direkt keine Anteile mehr an der Deutschen Post.
- Im Juli 2006 verkaufte die KfW weitere 6,1 % der Aktien der Deutschen Post an institutionelle Investoren.
- Durch die fast vollständige Ausübung der im Dezember 2003 begebenen Umtauschanleihe verringerte sich im Januar 2007 der KfW-Anteil an der Deutschen Post um weitere 4,6 %.
- Im Juli 2009 platzierte die KfW eine Umtauschanleihe über 750 Mio. € mit einer Laufzeit von 5 Jahren und einem Volumen von 4,5 % der Aktien.
- Im September 2012 verkaufte die KfW weitere 5,0 % der Aktien im Wege an institutionelle Investoren. Ihr Anteil am Unternehmen sank dadurch auf 25,5 %.
- In 2013 reduzierte sich durch den Umtausch der Anleihe aus dem Jahr 2009 der Anteil der KfW am Unternehmen auf 21,0 %.
- Am 6. Februar 2024 wurden weitere 50 Mio. Aktien (4,035 %) aus dem Bestand der KfW an institutionelle Investoren verkauft, um Mittel für die Sanierung der bundeseigenen Deutsche Bahn AG zu generieren. Der Bundesanteil an der Deutschen Post sank dadurch auf 16,84 %.[12]

Das Kapital der Gesellschaft ist aufgeteilt in rund 1,24 Milliarden Namensaktien.
| Anteil (in Prozent) | Anteilseigner Stand: 31. März 2025                                 |
| ------------------- | ------------------------------------------------------------------ |
| 78,73 %             | Streubesitz (davon 17,76 % bei Privatanlegern)                     |
| 16,99 %             | Bundesrepublik Deutschland über die Kreditanstalt für Wiederaufbau |
| 4,28 %              | Deutsche Post AG (Eigene Aktien)                                   |

Die Deutsche Post ist seit 2000 im DAX vertreten. 2013 zog die Deutsche Post in den EURO STOXX 50 ein.

## Konzernstruktur
Die Deutsche Post wuchs seit ihrer Privatisierung vor allem durch Unternehmenskäufe (darunter etwa DHL, Danzas oder Exel) zu einem großen Logistikkonzern.
Der Konzern teilt sich in die folgenden operativen Unternehmensbereiche:
- Post und Paket Deutschland
- eCommerce
- Express
- Global Forwarding, Freight
- Supply Chain

Das sogenannte Corporate Center übt die Konzernführungsaufgaben aus.

### Unternehmensbereich Post & Paket Deutschland
Der Unternehmensbereich Post & Paket Deutschland (bis Jahresende 2018 Post – eCommerce – Parcel oder PeP) mit rund 187.000 Mitarbeitern (Stand 2024) gliedert sich in Brief Kommunikation, Dialog Marketing, Presse Services, Mehrwertleistungen, Paket Deutschland, Global Mail und Renten-Service. Es gibt 155.000 Mitarbeiter unter der Marke Deutsche Post sowie 37.000 Mitarbeiter unter der Marke DHL. An jedem Werktag stellen sie durchschnittlich 66 Millionen Briefe an 3 Millionen Geschäftskunden und 39 Millionen Privathaushalte zu, von denen 95,7 % (gemessen 2005) einen Tag nach Einwurf ihren Empfänger erreichen sollen. 82 Briefzentren und 36 Paketzentren bilden ein deutschlandweites Netz, in dem auch abgelegene Wohnorte wie die nordfriesischen Halligen bedient werden. Das Filialnetz besteht aus rund 27.000 Filialen und Verkaufspunkten sowie rund 10.000 Packstationen.
Die meisten der Filialen werden als fremdbetriebene Agenturen geführt, nur 933 Filialen befanden sich 2020 im Eigenbetrieb der Deutschen Post. Daher können bei einzelnen Agenturen keine Gesamtleistungen mehr eingefordert werden. Zur Steuerung des Filialsystems gibt es zuständige Gebietsleitungen, die die Agenturen anwerben und fachlich betreuen. Nach der Ausgliederung der Postbank wurde der Renten-Service aus dem früheren Unternehmensbereich Finanzdienstleistungen in den Unternehmensbereich Post – eCommerce – Parcel verlagert.
Die Niederlassung Philatelie (Sammlerbriefmarken) der Deutschen Post hat ihren Sitz in Weiden (Oberpfalz).

### Express

Logo der DHL

Der Unternehmensbereich EXPRESS befördert weltweit Express- und Kuriersendungen. EXPRESS beschäftigt Angaben der Deutschen Post AG zufolge rund 120.000 Mitarbeiter. Das weltweite Netz bestehe aus rund 111.800 Servicepoints in 220 Ländern und Territorien. Der Unternehmensbereich verfüge über eine Flotte von mehr als 320 Flugzeugen.

### Global Forwarding, Freight

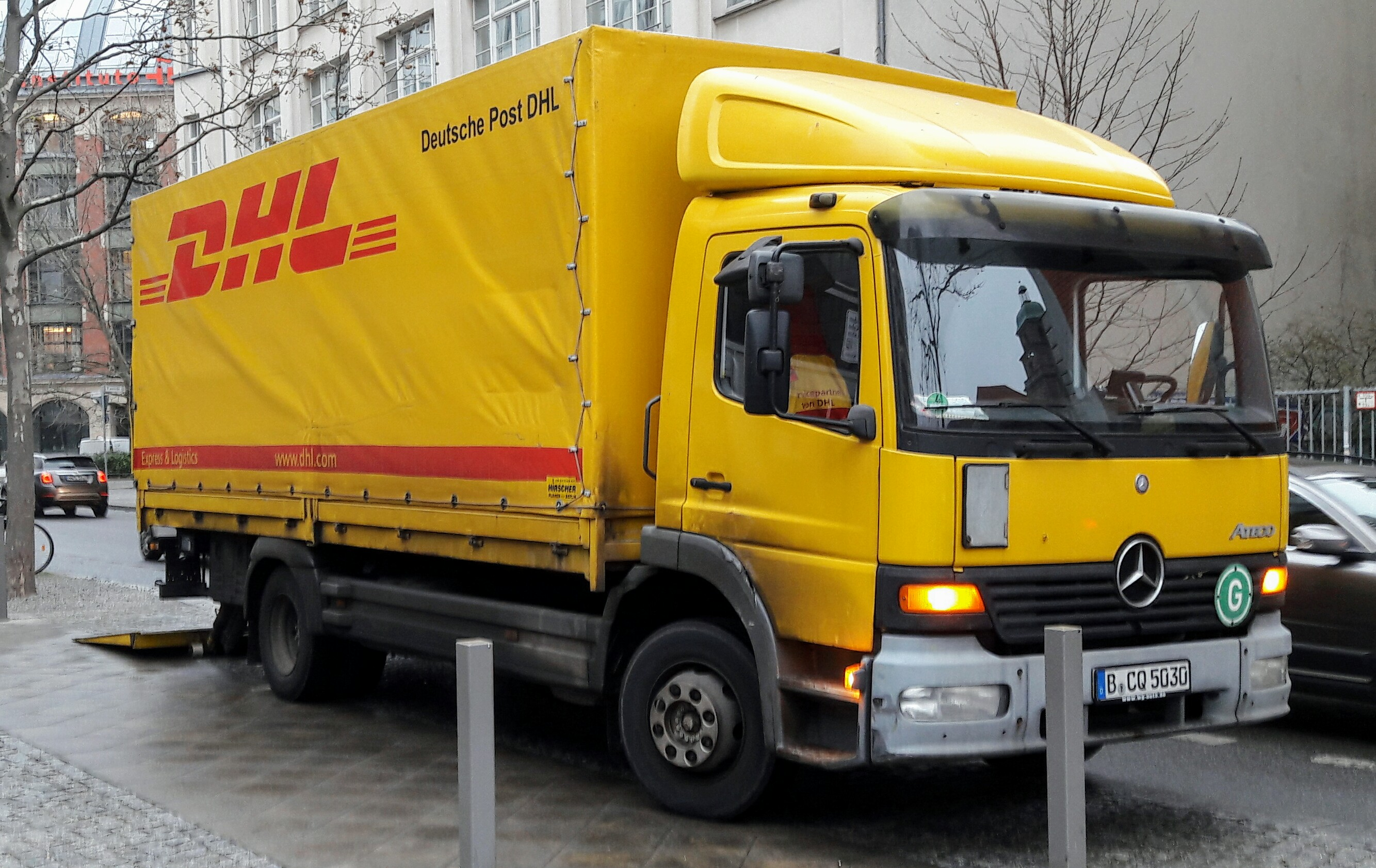
Stückgut-Lkw von DHL Freight

Der Unternehmensbereich Global Forwarding, Freight (deutsch „Weltweite Beförderung, Frachtgut“) beschäftigt 41.000 Mitarbeiter. Er ist in mehr als 170 Ländern tätig und transportiert dabei Waren über Schiene, Straße, den Luft- und Seeweg. Es wurden im Jahr 2015 2,3 Millionen Tonnen Luftfracht und 2,9 Millionen TEU Seefracht bewegt.
Der Bereich DHL Freight zählt zu den größten Anbietern für Landtransporte in Europa. Im Bereich Straßengüterverkehr nahm DHL hier im Jahr 2015 den zweiten Platz ein. Ursprünglich stammt das Unternehmen aus dem Aufkauf von Danzas.

### Supply Chain
Der Unternehmensbereich Supply Chain (deutsch „Lieferkette“) beinhaltet die Kontraktlogistik, Lager- und Lagertransport-Dienstleistungen.

### Corporate Center
Unter Corporate Center ist die Tochter Deutsche Post Fleet GmbH (fleet, deutsch „Flotte“) eingegliedert.

### Ehemalige und ausgegliederte Aktivitäten

#### Deutsche Post Mobility
Die Deutsche Post Mobility GmbH war ein Fernbusunternehmen, welches unter dem Markennamen Postbus – der Bus für Deutschland auftrat. Gegründet wurde das Unternehmen im August 2013 gemeinsam mit dem ADAC, beide Partner hielten 50 % an dem Unternehmen. Im November 2014 gab der ADAC an, seine Beteiligung an Postbus zum 31. März 2015 zu beenden. Von Frühjahr 2014 bis 31. Oktober 2016 verbindet die Deutsche Post Mobility GmbH die dreißig größten Städte Deutschlands mit rund sechzig Bussen auf neun Linien. Am 1. November 2016 wurde Postbus von Marktführer Flixbus übernommen.

#### Post Reisen
Seit Januar 2015 bietet die Deutsche Post mit Post Reisen gemeinsam mit Eurotours Urlaubsangebote an. Eurotours fungiert dabei als Reiseveranstalter. Post Reisen setzt auf Reise-Direktvertrieb, die Urlaubsangebote können also per Internet oder Telefon über das Callcenter gebucht werden. Den Schwerpunkt des Portfolios bilden Reisen in Deutschland, Österreich und Nachbarländern.

#### Exel
Durch die Übernahme des britischen Logistikunternehmens Exel (siehe DHL Supply Chain) im Dezember 2005 ist die Deutsche Post AG Weltmarktführer in den Bereichen Luft-, See- (beide DHL Global Forwarding) und Kontraktlogistik (DHL Supply Chain) mit einem Jahresumsatz von 55 Milliarden Euro geworden. Zudem wurden die Aktivitäten im Bereich der europäischen Landverkehre im Geschäftsgebiet DHL Freight gebündelt. Die Deutsche Post ist gemessen an ihren 500.000 Mitarbeitern das vierzehntgrößte Unternehmen weltweit und das zweitgrößte deutsche Unternehmen.
Die Deutsche Post ist außerdem im US-Expressgeschäft aktiv und steht dort in Konkurrenz zu UPS und FedEx. 2007 schnitt der Unternehmensbereich Express mit einem operativen Verlust von 174 Millionen Euro ab. Im November 2008 beschloss die Deutsche Post, das US-Expressgeschäft einzuschränken. Der Versand von Paketen innerhalb der USA wurde Ende Januar 2009 eingestellt. Insgesamt wurden 9.500 Stellen in den USA gestrichen. Der internationale Versand von Paketen in und aus den USA ist weiterhin möglich.

#### Postbank
Die Postbank wurde seit dem dritten Quartal 2008 bis Dezember 2010 unter Aufgegebene Geschäftsbereiche geführt und wurde ab diesem Zeitraum von der Deutschen Bank übernommen.

#### Fahrzeug-Eigenentwicklungen

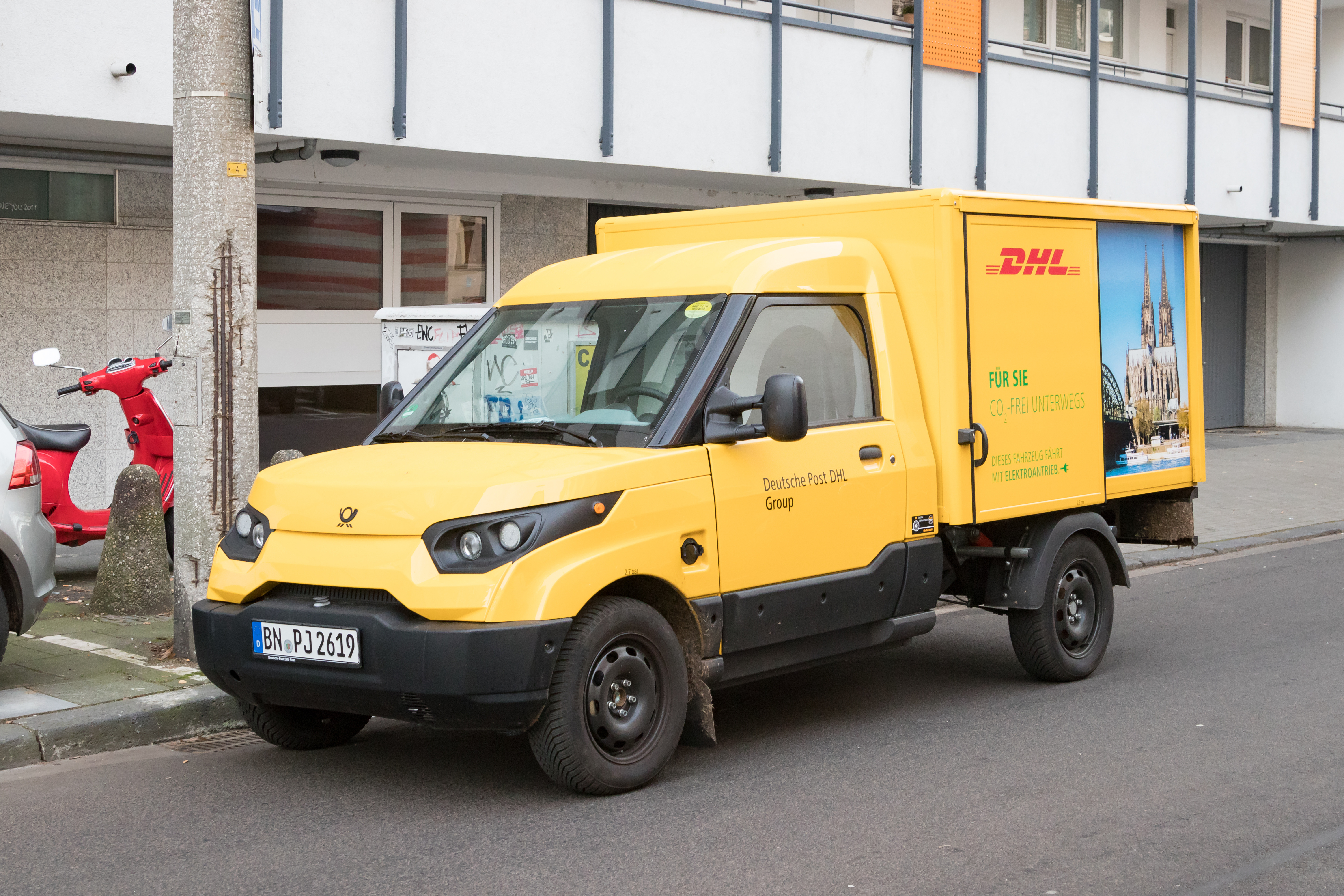
Streetscooter Work (2016)

Im Dezember 2014 kaufte die Deutsche Post den in Aachen beheimateten Elektrofahrzeughersteller Streetscooter. Ziel war es, künftig eigene elektrische Lieferwagen zu bauen. Sie übernahm damit die Entwicklungs- und Produktionsrechte an den Fahrzeugen sowie die bis dahin beschäftigten Mitarbeiter. Das Unternehmen wurde in die Sparte Post, E-Commerce und Paket integriert, die seinerzeit durch Vorstandsmitglied Jürgen Gerdes geführt wurde. Mit dem StreetScooter wollte die Post 60 bis 80 % der Kosten bei Wartung und Verschleiß und 60 bis 70 % der Kosten für Kraftstoff sparen und daneben den CO2-Ausstoß reduzieren. Auch waren die Elektrofahrzeuge zehn Jahre von der Kfz-Steuer befreit. Bis Ende 2016 wurden die Fahrzeuge nur für den Eigenbedarf gefertigt. Seit 2017 wurden die Transportfahrzeuge auch verkauft.
Die Deutsche Post beabsichtigte seit 2019, Streetscooter zu verkaufen.
Nachdem kein Partner für das Unternehmen gefunden werden konnte und die Verluste sich im Jahr 2019 auf bis zu 100 Mio. Euro beliefen, gab die Post im Februar 2020 bekannt, im Laufe des Jahres 2020 die Produktion der Streetscooter einzustellen.
Im April 2021 teilte die Deutsche Post jedoch mit, die Streetscooter-Produktion bis mindestens Ende 2022 fortzuführen. Im Oktober 2021 wurde bekannt, dass das Unternehmen Streetscooter an das neugegründete Unternehmen Odin Automotive verkauft werden solle. Diese Übernahme wurde im Januar 2022 abgeschlossen und wenige Monate später das Unternehmen in B-ON GmbH umfirmiert.
Daneben befasst sich die Deutsche Post DHL mit dem Thema „Selbstfahrende Fahrzeuge in der Logistik“.

#### Niederlassungen und Filialen
Die Deutsche Post hat die Zahl der selbst betriebenen Filialen seit der Privatisierung deutlich reduziert. Im Jahr 2019 wurden 92 % der etwa 13.000 Filialen als Postagentur betrieben, etwa in Schreibwarenläden, Kiosken oder Supermärkten. Klassische Postfilialen wurden ab 2006 nach und nach an die heute zur Deutschen Bank gehörende Postbank übertragen.
Eine Ausnahme hiervon ist etwa die hauseigene Postfiliale in der Konzernzentrale in Bonn oder die Filiale im Deutschen Bundestag. Einige der Unternehmensbereiche sind als Serviceniederlassungen ausgegliedert, etwa die Serviceniederlassung Recht mit der Abteilung Konzernsicherheit in Weingarten (Württemberg).
In Weiden in der Oberpfalz betreibt die Deutsche Post AG die Versandstelle für Sammlermarken.

## Vorstand
Klaus Zumwinkel führte das Unternehmen von 1990 bis 2008, zuletzt war er der dienstälteste Vorsitzende eines DAX-Unternehmens. Am 18. Februar 2008 legte er wegen des Verdachts auf Steuerhinterziehung sein Amt nieder. Frank Appel wurde daraufhin einstimmig und mit sofortiger Wirkung zu seinem Nachfolger gewählt. Seit dem 4. Mai 2023 ist Tobias Meyer Vorstandsvorsitzender, er löste Frank Appel ab, welcher den Posten als Aufsichtsratsvorsitzender bei der Deutschen Telekom AG im Vorjahr angenommen hat.
Stand 2024 gehören dem Vorstand folgende Personen an:
- Tobias Meyer (Vorstandsvorsitzender, Global Business Services, seit Mai 2023)
- Oscar de Bok (Supply Chain, seit Oktober 2019)
- Pablo Ciano (eCommerce Solutions, seit August 2022)
- Nicola Hagleitner (Post & Paket Deutschland, seit Juli 2022)
- Melanie Kreis (Finanzen, seit Oktober 2014)
- Thomas Ogilvie (Personal, Corporate Incubations, seit September 2017)
- John Pearson (Express, seit Januar 2019)
- Tim Scharwath (Global Forwarding, Freight, seit Juni 2017)

## Kritik

### Schließung von Postfilialen

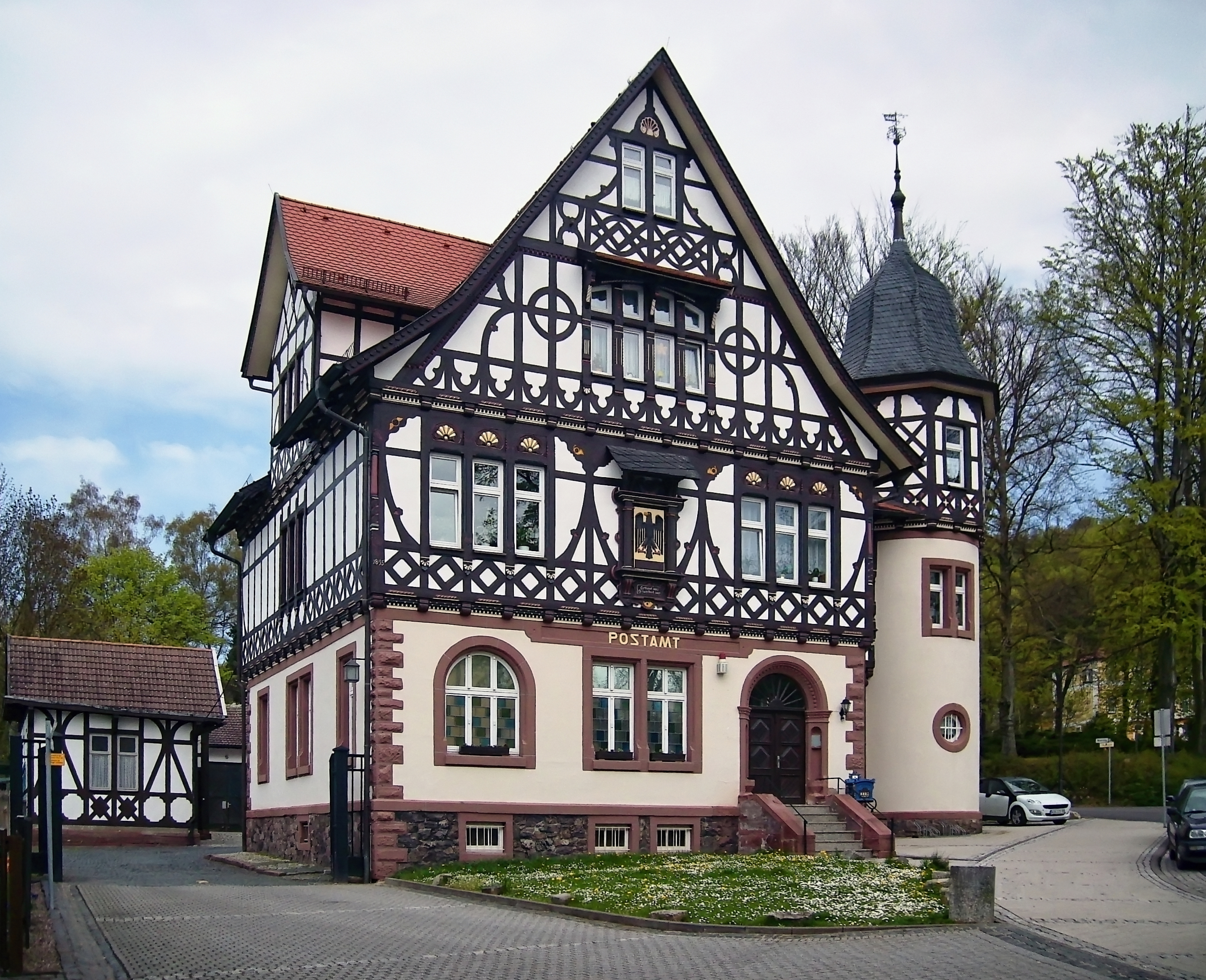
Postamt ohne Postfiliale in Bad Liebenstein

Da die Deutsche Post seit Jahren die Zahl der Filialen verringert und mit Partnerunternehmen wie McPaper oder Supermärkten zusammenarbeitet, gab es Widerstand in breiten Kreisen der Bevölkerung. Wurden anfangs nur Postfilialen auf dem Land geschlossen und durch Postagenturen ersetzt, so trifft dies zunehmend auch auf Großstädte und deren Vororte zu. Kritisiert wird ebenfalls die Anfang und Mitte der 2000er-Jahre vorgenommene massive Reduzierung der Anzahl von Briefkästen und deren verringerte Leerungsfrequenzen.
Seit etwa 2013 setzte im Zuge der Steigerung des Internetversandes eine gegensätzliche Entwicklung ein. Es wurden viele neue DHL-Paketshops eröffnet. Diese nehmen allerdings keine Briefe entgegen.

### Befreiung von der Umsatzsteuer (bis 2010)
Seit 1. Juli 2010 zahlen Postdienstleistungsunternehmen, die ihre Dienste flächendeckend anbieten, wozu die Deutsche Post AG gehört, im Geschäftskundenbereich Umsatzsteuer. Die entsprechende Gesetzesänderung wurde im März 2010 von Bundestag und Bundesrat verabschiedet. Die Deutsche Post AG bleibt weiterhin im Privatkundensektor von der Umsatzsteuer befreit, seit 1. Juli 2010 gilt diese Regelung für alle Postdienstleister (§ 4 Nr. 11b UStG).
Bis zum 30. Juni 2010 war die Post vollständig von der Umsatzsteuer befreit. Die Umsatzsteuerbefreiung wurde in der Vergangenheit damit begründet, dass die Post als einziges Unternehmen flächendeckende Universaldienste angeboten habe. Nach dem Fall des Briefmonopols wurde dieses Steuerprivileg bei der Umsatzsteuer von der Europäischen Union beanstandet. Die Europäische Union hatte die damalige Bundesregierung angemahnt, das Steuerprivileg der Post abzuschaffen und gleiche Bedingungen für alle Postunternehmen auf dem deutschen Markt herzustellen.

### Datenschutz
2002 wurde die Deutsche Post AG bei der Verleihung des Datenschutz-Negativpreises Big Brother Awards in der Kategorie Verbraucherschutz ausgezeichnet „wegen ihres datenschutzwidrigen Umgangs mit Adressangaben aus den Post-Nachsende-Anträgen“.

### Klagen von Mitbewerbern
Seitens des Bundesverbandes Internationaler Express- und Kurierdienste wurden im Auftrag seiner Mitglieder viele Beschwerden vor deutschen Gerichten, der EU und der RegTP gegen die Deutsche Post AG erhoben. Sie richteten sich unter anderem gegen den Verdrängungswettbewerb, den Missbrauch einer marktbeherrschenden Stellung und der staatlichen Hilfe für die DPAG.

### Poststreik 2015 – Outsourcing anDHL Delivery
Im Mittelpunkt des Arbeitskampfes der Gewerkschaft ver.di mit der Deutschen Post AG seit Jahresbeginn 2015 stand die Tatsache, dass die Post insgesamt 49 neue Regionalgesellschaften im Paketgeschäft als DHL Delivery GmbH gegründet hatte, deren rund 6.500 Mitarbeiter schlechter bezahlt werden als die Kollegen im Post-Haustarif. Die neuen Gesellschaften verstoßen aus Sicht der Gewerkschaft gegen einen Vertrag, in dem sich die Post verpflichtet hatte, Fremdvergaben zu beschränken.
Im unbefristeten Streik vom 8. Juni bis 7. Juli 2015 vertrat die Gewerkschaft ver.di etwa 140.000 Beschäftigte der Post, von denen sich laut ver.di rund 32.000 Beschäftigte im Ausstand befanden. In den Medien wurde der Arbeitskampf als härteste Auseinandersetzung bei der Post seit Jahrzehnten bezeichnet. Bei einer Meinungsumfrage gaben insgesamt 42 Prozent von 1370 Befragten an, durch den Tarifkonflikt wichtige Post zu spät erhalten zu haben.
Im Ergebnis erhalten die Beschäftigten zum 1. Oktober 2015 eine Einmalzahlung von 400 Euro sowie zum 1. Oktober 2016 zwei Prozent und zum 1. Oktober 2017 noch einmal 1,7 Prozent mehr Lohn. Der Kündigungsschutz für die Mitarbeiter wurde bis 2019 verlängert. Die Gewerkschaft konnte sich mit ihrer Forderung nach Auflösung der Regionalgesellschaften nicht durchsetzen. Die Post hat zugesichert, ihre Paketzusteller beim Konzern zu behalten, neue Beschäftigte können aber weiter in den ausgegliederten Gesellschaften angestellt werden.

### Beschwerden
Im Jahr 2022 erreichte die Zahl der Beschwerden gegen die deutsche Brief- und Paketbranche mit etwa 43.500 einen Höchststand; die meisten Meldungen von verspäteten oder verlorenen Sendungen richteten sich dabei an die Deutsche Post AG. Als ein möglicher Grund für diese Entwicklung werden Medienberichte über die Probleme genannt: Womöglich sei vielen Menschen die Möglichkeit, eine Beschwerde bei der Bundesnetzagentur einzureichen, zuvor nicht bekannt gewesen.

### Arbeitsbedingungen
Arbeitnehmer, die bei der Post anfangen und in den ersten zwei Jahren mehr als 20 Tage wegen Krankheit fehlen, haben keine Aussicht auf eine entfristete Arbeitsstelle. Wie im Mai 2018 bekannt wurde, macht der Konzern die Entfristung von Arbeitsverträgen unter anderem von den Krankheitstagen des Mitarbeiters abhängig. Festgelegt ist dies in einem sogenannten Entfristungskonzept der Konzernleitung, das an alle Niederlassungsleiter versandt wurde.
Des Weiteren sind die Einkommensunterschiede bei den Mitarbeitern der Deutschen Post deutlich stärker ausgeprägt als bei anderen Unternehmen. Nach Angaben der Hans-Böckler-Stiftung verdienten Vorstandsmitglieder der 30 DAX-Unternehmen 2017 durchschnittlich das 71-fache eines Mitarbeiters. Frank Appel, ehemaliger Vorstandsvorsitzender der Deutschen Post, erhielt das 232-fache Einkommen eines Angestellten.

### „Digitalzwang“ bei der Benutzung von Packstationen
2023 erhielt die Deutsche Post DHL Group den Datenschutz-Negativpreis Big Brother Award in der Kategorie Verbraucherschutz bereits zum zweiten Mal, weil „sie die Technik ihrer Packstationen so umgestellt [hat], dass man dort kein Paket mehr abholen kann ohne Smartphone und die Nutzung der Post & DHL App“. Die Jury begründete ihre Entscheidung überdies damit, dass die Post & DHL App ungefragt Daten an Tracking-Unternehmen sendet und dass die Ersetzung von Postfilialen durch Paketstationen einen „Versuch, sich den Pflichten der Grundversorgung bei der Briefzustellung zu entziehen“ darstelle.